# 6. veljače u Drugom svjetskom ratu
Drugi svjetski rat po nadnevcima: 6. veljače u Drugom svjetskom ratu.

### 1945.
- Partizani ušli u Široki Brijeg, okrutno pogubili 12 franjevaca[nedostaje izvor] i potpuno uništili franjevački samostan.[nedostaje izvor]